# Schwülper
Schwülper là một đô thị thuộc the huyện Gifhorn, trong bang Niedersachsen, Đức. Đô thị này có diện tích 20,89 km². Đô thị này thuộc Samtgemeinde Papenteich. Đô thị Schwülper gồm các làng Hülperode, Klein Schwülper, Lagesbüttel, Rothemühle, Groß Schwülper, Walle

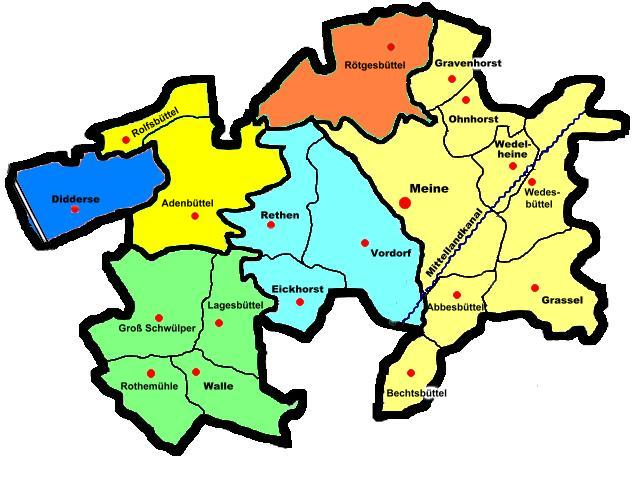
Bản đồ Papenteich